# Ивченко, Валерий Константинович
Вале́рий Константи́нович И́вченко (укр. Валерій Костянтинович Івченко; 28 сентября 1948, Макеевка, Сталинская область — 19 декабря 2014) — советский, украинский травматолог-ортопед, доктор медицинских наук, профессор; ректор Луганского государственного медицинского университета (2003—2014).

## Биография
В 1972 году окончил Ворошиловградский медицинский институт, после чего работал на кафедре травматологии, ортопедии и военно-полевой хирургии института — лаборантом, ассистентом, доцентом (с 1991), профессором (с 1996), заведующим кафедрой (1997—2014). Одновременно был заместителем декана лечебного факультета (с 1985), деканом педиатрического факультета (с 1993), деканом лечебного факультета (с 1996), деканом факультета иностранных студентов (с 1998), проректором по работе с иностранными студентами, проректором по учебной работе (с 2000).
В 2003 году избран ректором Луганского государственного медицинского университета. Способствовал модернизации и информатизации учебного процесса, расширению материальной базы университета. переходу на Болонскую систему обучения; с 2003 г. в университете начато обучение иностранных студентов на английском языке. В 2014 году по состоянию здоровья оставил должность.
С 1995 года возглавлял ассоциацию ортопедов-травматологов Луганской области.
Избирался депутатом Луганского областного совета от Партии регионов, возглавлял постоянную комиссию по здравоохранению и социальной защите населения (2006—2014).

### Семья
Сыновья — Дмитрий, Андрей; доктора наук, травматологи.

## Научная деятельность
Основные направления исследований:
- лечение переломов длинных трубчатых костей, доброкачественных костных опухолей,
- пластика дефектов костной ткани,
- эндопротезирование крупных суставов,
- хирургия позвоночника.

В 1984 году защитил кандидатскую диссертацию («Профилактика и лечение гнойных осложнений в ране при открытых диафизарных переломах длинных трубчатых костей с местным применением электромагнитного поля»), в 1993 — докторскую («Патогенетическое обоснование пункционных костнопластических операций и иммунокоррекция при костных кистах и фиброзной остеодисплазии у детей»).
Подготовил двух кандидатов наук.
Автор 6 монографий, 3 учебных пособий, 320 печатных научных работ, 20 изобретений. Был главным редактором журнала «Украинский журнал экстремальной медицины имени Г. О. Можаева», членом редколлегий профильных журналов Украины; членом президиума Украинской ассоциации ортопедов-травматологов, членом Республиканской проблемной комиссии по травматологии и ортопедии.

## Награды и признание
- Заслуженный деятель науки и техники Украины (2006)
- Государственная премия Украины в области науки и техники
- Почётные грамоты Верховной Рады, Министерства здравоохранения, Луганской областной государственной администрации.